# Lega Nazionale Centro-Sud
La Lega Nazionale Centro-Sud, sovente indicata per brevità come Lega Centro-Sud sia dagli organi di stampa sia in suoi propri comunicati, fu una lega calcistica italiana operante fra il 1945 e il 1946 e avente sede a Roma. Il suo presidente fu Alberto Valentini.
Le distruzioni e gli strascichi della Seconda guerra mondiale avevano pesantemente scardinato l'organizzazione calcistica italiana, oltre a rendere assai complicate le comunicazioni fra il Settentrione e il resto del paese. Sciolto già dal 1944 il Direttorio Divisioni Superiori, pesantemente condizionato dal cessato regime fascista e peraltro già fuggito al Nord prima dell'arrivo degli Alleati, le società del centro-meridione si ritrovarono in una libera assemblea il 10 luglio 1945 in cui decisero di attivare provvisoriamente la nuova Lega, in attesa della ricomposizione nazionale degli organismi calcistici prevista per il 1946.
La Lega organizzò due tornei: la Serie mista A-B, destinata a fornire quattro squadre che sarebbero andate a giocarsi lo scudetto nazionale, e la Serie C, che invece avrebbe avuto la missione di promuovere sei società in vista di un innovativo girone meridionale di Serie B per l'anno venturo.
Il 16 maggio 1946 nell'assemblea di Rapallo la Lega Nazionale Alta Italia e la Lega Nazionale Centro-Sud confluirono in un unico organismo che assunse così carattere statale, tanto da prendere il nome di Lega Nazionale Professionisti.